# Più che logico (Live)
Più che logico (Live) è il secondo album dal vivo del cantautore italiano Cesare Cremonini, pubblicato il 26 maggio 2015 dalla Trecuori srl.

## Descrizione
Consiste in un triplo CD contenenti 22 brani dal vivo e 4 inediti, tra i quali i singoli Buon viaggio (Share the Love), pubblicato nel marzo 2015, e Lost in the Weekend, uscito nel settembre successivo.
Il 27 novembre 2015 è stato pubblicato un cofanetto in edizione limitata intitolato Logico Project Limited Edition, contenente sia i 3 CD di Più che logico (Live) che l'album Logico.

## Tracce

### CD1
1. Logico #1 (Live) – 5:11
2. Dicono di me (Live) – 3:54
3. PadreMadre (Live) – 5:34
4. Fare e disfare (Live) – 5:35
5. Stupido a chi? (Live) – 4:08
6. Il comico (sai che risate) (Live) – 5:53
7. Non ti amo più (Live) – 5:53
8. La nuova stella di Broadway (Live) – 4:33
9. Latin Lover (Live) – 3:57
10. Vent'anni per sempre (Live) – 3:37
11. 50 Special (Live) – 4:02

Durata totale: 52:17

### CD2
1. Io e Anna (Live) – 4:42
2. Il primo bacio sulla Luna (Live) – 5:50
3. Figlio di un re (Live) – 5:14
4. Una come te (Live) – 4:53
5. Vieni a vedere perché (Live) – 4:55
6. Mondo (Live) – 7:23
7. Marmellata #25 (Live) – 6:00
8. Le sei e ventisei (Live) – 5:08
9. GreyGoose (Live) – 5:14
10. I Love You (Live) – 4:45
11. Un giorno migliore (Live) – 5:48

Durata totale: 59:52

### CD3
Testi e musiche di Cesare Cremonini e Davide Petrella, eccetto dove indicato.
1. Buon viaggio (Share the Love) – 3:27 (musica: Cesare Cremonini, Alessandro Magnanini)
2. Lost in the Weekend – 3:54
3. Quasi quasi – 4:17
4. 46 – 3:46

Durata totale: 15:24

## Formazione

### Formazione live
- Cesare Cremonini – voce, pianoforte e chitarra elettrica
- Nicola "Ballo" Balestri – basso
- Andrea Morelli – chitarra acustica ed elettrica
- Alessandro De Crescenzo – chitarra elettrica
- Andrea Fontana – batteria
- Nicola Peruch – pianoforte e tastiera
- Michele "Mecco" Guidi – tastiera, sintetizzatore, organo Hammond, Fender Rhodes
- Christian Pescosta – chitarra acustica, cori
- Roberta Montanari – tamburello, cori
- Marco Tamburini – tromba

### Formazione inediti
- Cesare Cremonini – voce, chitarra acustica, pianoforte, tastiera
- Nicola "Ballo" Balestri – basso, mandolino
- Alessandro Magnanini – chitarra elettrica, chitarra acustica, tastiera, sintetizzatore
- Michele "Mecco" Guidi – tastiera, Fender Rhodes
- Andrea Fontana – batteria

## Classifiche
| Classifica (2015) | Posizione massima |
| ----------------- | ----------------- |
| Italia            | 2                 |